# Teleutomyrmex schneideri
Teleutomyrmex schneideri – gatunek mrówek z podrodziny Formicinae, występujący we Francji i w Szwajcarii. Jest gatunkiem niezwykle rzadkim, o statusie VU (narażony) według kryteriów IUCN.
Opisał go jako pierwszy Heinrich Kutter w 1950 roku.
Teleutomyrmex schneideri jest pasożytem społecznym kolonii Tetramorium impurum i T. caespitum.